# De la India al planeta Marte
De la India al planeta Marte: estudio de un caso de sonambulismo con glosolalia (publicado originalmente en francés en el año 1899 con el título Des Indes à la planète Mars, étude sur un cas de somnambulisme avec glossolalie; en inglés From India to the Planet Mars: a study of a case of somnambulism with glossolalia) es una obra del doctor en medicina y profesor de filosofía y psicología fisiológica Théodore Flournoy.
Traducida al inglés en 1900 por Daniel B. Vermilye y reeditada recientemente bajo el nuevo título From India to the Planet Mars: A Case of Multiple Personality with Imaginary Languages (De la India al planeta Marte: un caso de personalidad múltiple con idiomas imaginarios), es un estudio sobre la médium Helen Smith (o Hélène Smith - un seudónimo de Catherine Muller), quien transmitió información sobre vidas pasadas en estado de trance.

## Contenido
Un clásico en el campo de la psicología, De la India al planeta Marte (1900) describe la notable existencia múltiple de la médium Hélène Smith, que decía ser la reencarnación de María Antonieta, de una princesa hindú del siglo XV y de un asiduo visitante de Marte, cuyos paisajes pintó y cuya lengua parecía hablar con fluidez.
A través de una interpretación psicológica de estas fantasías, que según él consistirían en la elaboración subliminal de recuerdos olvidados (Criptomnesia), Théodore Flournoy amplió el alcance y la comprensión del lado oculto de una psique enterrada en las profundidades (el inconsciente) y, en particular, de sus capacidades creativas y mitopoéticas. 
En la introducción de la edición inglesa de 2015, Sonu Shamdasani evoca la rica composición cultural e intelectual con la que Flournoy publicó sus hallazgos y analiza su impacto en Freud, Jung y otros pioneros de la psicología.

## Índice
Tabla de contenidos en inglés:
- Editorial Note (1994)
- Forword: Theodore Flournoy
- Introduction: Encountering Helene: Theodore Flournoy and the Genesis of Subliminal Psychology
- Preface
- Ch. 1	Introduction
- Ch. 2	Childhood and Youth of Mlle. Smith
- Ch. 3	Mlle. Smith Since Her Initiation into Spiritism
- Ch. 4	The Personality of Leopold
- Ch. 5	The Martian Cycle
- Ch. 6	The Martian Cycle (Continued): The Martian Language
- Ch. 7	The Martian Cycle (Concluded): The Ultra-Martian
- Ch. 8	The Hindoo Cycle
- Ch. 9	The Royal Cycle
- Ch. 10 Supernormal Appearances
- Ch. 11 Conclusion
- Appendix One: The Making of Martian: The Creation of an Imaginary Language
- Appendix Two: Passages Abridged from the 1900 Translation